# Xuân Oanh
Xuân Oanh (4 tháng 1 năm 1923 – 27 tháng 3 năm 2010) là một nhạc sĩ, dịch giả của Việt Nam, quê ở Quảng Yên, Quảng Ninh. Ông được tặng Giải thưởng Nhà nước về Văn học Nghệ thuật năm 2007. Ca khúc 19 tháng 8 là ca khúc nổi tiếng nhất của ông.

## Tiểu sử
Nhạc sĩ Xuân Oanh tên thật là Đỗ Xuân Oanh sinh ngày 4 tháng 1 năm 1923 trong một gia đình nghèo . Cha ông là thợ may. Từ nhỏ ông được người cậu làm nghề thuyền chài nuôi dưỡng. Mẹ ông bệnh nặng và qua đời khi ông được 6 tuổi, sau khi cha ông đưa ông về từ nhà người cậu ít hôm.
Năm 14 tuổi, khi học xong tiểu học, ông bắt đầu tự kiếm sống bằng đủ các nghề như: thợ đúc, thợ mỏ, dạy học, vẽ tranh, nhạc công phòng trà.
Năm 19 tuổi, ông đến Hà Nội và bắt đầu học thêm.
Trước 1945, ông tham gia tuyên truyền cho Mặt Trận Việt Minh.
Sau Cách mạng Tháng Tám, ông lên chiến khu Việt Bắc và làm việc cho Báo Cứu quốc.
Ông rất giỏi ngoại ngữ, ông biết 7 thứ tiếng. Ông từng là phát thanh viên chương trình Tiếng Anh thế hệ đầu tiên của Đài Tiếng nói Việt Nam. Ông từng làm phiên dịch viên cho các lãnh đạo cao cấp của Đảng và Nhà nước Việt Nam như Cố Chủ tịch Hồ Chí Minh và cố thủ tướng Phạm Văn Đồng.
Năm 1951, tham gia thành lập Ủy ban Bảo vệ Hòa bình Thế giới của Việt Nam, làm Tổng Thư ký kiêm Phó Chủ tịch Ủy ban.
Từ 1968 đến 1972, tại Hội nghị Paris về Việt Nam, tham gia Phái đoàn Việt Nam Dân chủ Cộng hòa với tư cách đại diện cho Ủy ban Bảo vệ Hòa bình Việt Nam và Ủy ban Việt Nam đoàn kết với nhân dân Mỹ – Pháp, vận động phong trào chống chiến tranh xâm lược của Mỹ..
Năm 1989 ông tham gia xuống đường chống bom nguyên tử tại Nhật Bản, ông phổ nhạc thành công bài thơ Trời sẽ lại trong xanh của tác giả người Nhật Umeda Shyozi đã để lại ấn tượng sấu sắc cho bạn bè thế giới . 
Trong khoảng những năm 90 của thế kỷ trước ông chuyển sang nghề dịch giả với bút danh Anh Thư.
Năm 2007, ông được tặng Giải thưởng Nhà nước về Văn học Nghệ thuật với các ca khúc: 19 tháng 8, Quê hương anh bộ đội, Hà Nội, Bắc Kinh, Mạc Tư Khoa, Ca ngợi chế độ tốt đẹp của chúng ta, Trời sẽ lại trong xanh.
Sau thời gian dài bệnh nặng, ông qua đời sáng ngày 27 tháng 3 năm 2010, thọ 87 tuổi.

## Tác phẩm

### Âm nhạc
- Ca khúc 19 tháng 8 (1945)
- Ca khúc Cây súng bạn đường.
- Ca khúc Đời vẫn tươi.
- Ca khúc Quê hương anh bộ đội (1949)
- Ca khúc Ca mừng chế độ ta tươi đẹp
- Ca khúc Hồ Chí Minh người là muôn ánh sao.
- Ca khúc Ngôi sao thế kỷ.
- Ca khúc Hà Nội ở Lâm Đồng.
- Hợp xướng 4 chương Quê hương hai tiếng ấy.
- Phổ nhạc Trời sẽ lại trong xanh(Thơ: Umeda Shyozi).
- Phổ nhạc Gọi thu (Thơ:Nguyễn Thị Hồng)

### Dịch giả
- Dịch Thơ Hồ Xuân Hương trong Tuyển tập thơ nữ Việt Nam – Nhà xuất bản Phụ nữ sang tiếng Anh.
- Dịch các tác phẩm sau đây từ tiếng nước ngoài sang Tiếng Việt:
  - Trần trụi giữa bầy sói(Bruno Apitz, cùng Hoàng Tố Vân).
  - Hai số phận
  - Lucky.
  - Nửa đêm về sáng.
  - Một lần chưa đủ (Jacqueline Susann).
  - Mãi mãi xanh.
  - Máy yêu(Jacqueline Susann).
  - Cổng vàng.
  - Vườn Thượng Hải.
  - Phía sau tình yêu.
  - Bảo bối Thượng Hải(Vệ Tuệ).
- Dịch vở kịch Hồn Trương Ba, da hàng thịt (Lưu Quang Vũ) sang Tiếng Anh.
- Dịch Ông Cố vấn (Hữu Mai) sang Tiếng Anh.

## Gia đình
Nhạc sĩ Xuân Oanh kết hôn với bà Lê Thị Xuân Uyên (Lê Minh Thái), con gái lớn của bác sĩ Lê Trạc.
Hai người có ba người con Đỗ Lê Châu, Đỗ Lê Chân và Đỗ Lê Chi. Đỗ Lê Chi là Thiếu tướng Công an nhân dân Việt Nam, Cục trưởng Cục Khoa học, Chiến lược và Lịch sử Công an, Bộ Công an. 
Đỗ Lê Châu, sinh ngày 30 tháng 6 năm 1956, mất ngày 27 tháng 1 năm 2016, Thiếu tướng Công an nhân dân Việt Nam, Phó Giáo sư, Tiến sĩ, Giám đốc Học viện B43 – Tổng cục Tình báo, Bộ Công an (Việt Nam).
Đỗ Lê Chân làm Giám đốc Công ty TNHH Thương mại và Vận tải Thái Duyên.

## Đánh giá
- "Đa tài, là một nghệ sĩ có tài cầm, kì, thi, họạ, thông thạo 7 ngoại ngữ, với vốn kiến thức đông – tây, kim – cổ".[3]

## Khen thưởng
- Huân chương Độc lập hạng Ba (1998)

## Vinh danh
- Giải thưởng Nhà nước về Văn học Nghệ thuật năm 2007.[3]